# Список жён русских великих князей
Жёны великих князей — в списке перечислены жёны великих князей Киевских и Владимирских, а также жёны правителей русских земель.

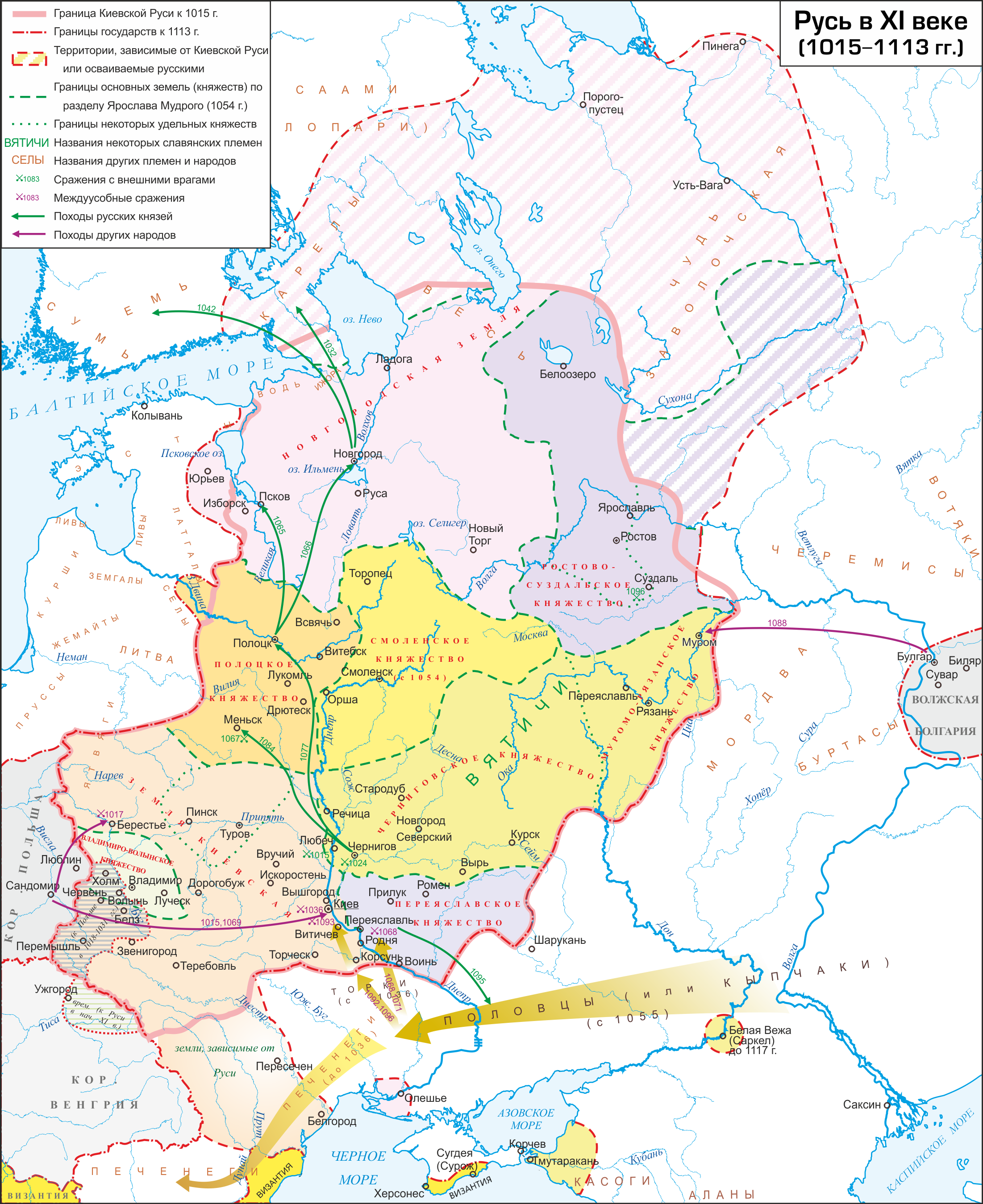
Русь в XI веке

### Жёны Киевских великих князей
| Имя                                       | Династия                           | Рождение              | Смерть            | Муж                                                    | Примечания                                                                      |
| ----------------------------------------- | ---------------------------------- | --------------------- | ----------------- | ------------------------------------------------------ | ------------------------------------------------------------------------------- |
| Ольга                                     |                                    |                       | 11 июля 969 года  | Игорь Старый                                           | регентша с 945 до 960 года                                                      |
| «Чехиня»                                  | Пржемысловичи(?)                   |                       |                   | Святослав                                              | По Татищеву — «Предслава», мать Ярополка и Олега                                |
| Малуша                                    | «Любечанка»                        |                       |                   | Жена или наложница Святослава                          | Мать Владимира                                                                  |
| гречанка                                  |                                    |                       |                   | Ярополк Святославич                                    | Мать Святополка                                                                 |
| гречанка                                  |                                    |                       |                   | Владимир Святославич                                   | Мать Святополка                                                                 |
| Рогнеда                                   | Рогволодовичи                      |                       | ок. 1000 года     | Владимир Святославич                                   | Мать Изяслава, Ярослава, Всеволода, Мстислава, Предславы, Премиславы, Мстиславы |
| Анна Византийская                         | Македонская династия               | 963 год               | 1012 год          | Владимир Святославич                                   | Мария Добронега                                                                 |
| дочь Болеслава Польского                  | Пясты                              | 1001 год              | 1018 год          | Святополк Владимирович                                 |                                                                                 |
| Анна                                      |                                    |                       | к 1018 году       | Ярослав Владимирович Мудрый                            | у части авторов первая жена                                                     |
| Ингегерда                                 | Инглинги (шведские)                | 1001 год              | 1050 год          | Ярослав Владимирович Мудрый                            |                                                                                 |
| Гертруда Польская                         | Пясты                              | 1025 год              | 1108 год          | Изяслав Ярославич                                      |                                                                                 |
| имя неизвестно                            |                                    |                       |                   | Святослав Ярославич                                    | Часть исследователей считают женой Оду Штаденскую                               |
| Анастасия Мономахиня                      | Македонская династия               | ?                     | 1067 год          | Всеволод Ярославич                                     |                                                                                 |
| ?                                         | Пржемысловичи?                     | ?                     | к 1094 году       | Святополк Изяславич, 1-й брак                          |                                                                                 |
| Елена, дочь Тугоркана                     | Половецкая княжна                  | ?                     | ?                 | Святополк Изяславич, 2-й брак                          |                                                                                 |
| Гита Уэссекская                           | дом Годвина                        | ?                     | 1097 год/1107 год | Владимир Всеволодович Мономах, 1-брак с 1074           |                                                                                 |
| Ефимия                                    | Половецкая                         | ?                     | 1126 год          | Владимир Всеволодович Мономах, 2-брак                  |                                                                                 |
| Кристина, дочь Инге I                     | Династия Стенкиля                  | ?                     | ?                 | Мстислав Владимирович Великий, 1 брак с 1095 года      |                                                                                 |
| дочь посадника Дмитра Завидича            | Завидичи                           | ?                     | ?                 | Мстислав Владимирович Великий, 2 брак с 1122 года      |                                                                                 |
| Елена                                     | Аланская княжна                    | ?                     | ?                 | Ярополк Владимирович                                   |                                                                                 |
| имя неизвестно                            |                                    |                       |                   | Вячеслав Владимирович                                  |                                                                                 |
| Агафья Мстиславна                         | Рюриковичи (Мономашичи)            | ?                     | 1179 год          | Всеволод Ольгович                                      |                                                                                 |
|                                           |                                    |                       |                   | Игорь Ольгович                                         |                                                                                 |
| Агнесса, дочь Конрада III                 | Гогенштауфены                      | ?                     | 1151 год          | Изяслав Мстиславич                                     |                                                                                 |
| дочь Аепы Осеневича                       | Половецкая княжна                  | ?                     | ?                 | Юрий Владимирович Долгорукий, 1 брак                   |                                                                                 |
| Ольга                                     | Комнины                            | ?                     | ?                 | Юрий Владимирович Долгорукий, 2 брак                   |                                                                                 |
| имя неизвестно                            |                                    |                       |                   | Ростислав Мстиславич                                   |                                                                                 |
| имя неизвестно                            |                                    |                       |                   | Изяслав Давыдович                                      |                                                                                 |
| дочь Белуша, бана Хорватии                | Вукановичи                         |                       |                   | Владимир Мстиславич                                    |                                                                                 |
| Агнесса, дочь Болеслава Кривоусого        | Пясты                              | 1137 год              | 1181 год          | Мстислав Изяславич                                     |                                                                                 |
| дочь Изяслава Давыдовича Черниговского    | Рюриковичи (черниговские)          |                       |                   | Глеб Юрьевич                                           |                                                                                 |
| Мария Святославна                         | Рюриковичи (черниговские)          |                       |                   | Роман Ростиславич                                      | с 1149 года                                                                     |
| Феврония                                  |                                    |                       | 1202 год          | Михалко Юрьевич                                        |                                                                                 |
| Мария Шварновна                           | Ясские                             | ?                     | ?                 | Всеволод Юрьевич, 1-й брак                             |                                                                                 |
| Любава                                    | Рюриковичи (полоцкие)              | ?                     | ?                 | Всеволод Юрьевич, 2-й брак                             |                                                                                 |
| дочь Белука                               | половецкая княжна                  |                       |                   | Рюрик Ростиславич,1-й брак с 1162 года                 |                                                                                 |
| Анна, дочь Юрия Туровского                | Рюриковичи (туровские)             |                       | 1205/1214 год     | Рюрик Ростиславич, 2-й брак с ок. 1172 года            |                                                                                 |
| имя неизвестно                            | возможно Пржемысловичи             |                       |                   | Ярослав Изяславич                                      | Его женой называют дочь Владислава II Чешского                                  |
| Мария, дочь Василько Полоцкого            | Рюриковичи (полоцкие)              |                       |                   | Святослав Всеволодович                                 |                                                                                 |
| Предслава, дочь Рюрика Ростиславича       | Рюриковичи (смоленские)            |                       |                   | Роман Мстиславич, 1-й брак в 1170/1180 — 1197 годы     |                                                                                 |
| Анна                                      |                                    |                       |                   | Роман Мстиславич, 2-й брак после 1197 года             | По одной из версий византийская принцесса                                       |
| имя неизвестно                            |                                    |                       |                   | Ингварь Ярославич                                      |                                                                                 |
| Верхуслава, дочь Всеволода Большое Гнездо | Рюриковичи (владимиро-суздальские) |                       |                   | Ростислав Рюрикович                                    |                                                                                 |
| Мария-Анастасия, дочь Казимира II         | Пясты                              | 1164                  | 1194              | Всеволод Святославич Чермный                           |                                                                                 |
| дочь Василько Брячиславича                |                                    | Рюриковичи (полоцкие) |                   | Мстислав Романович Старый                              |                                                                                 |
|                                           |                                    |                       |                   | Владимир Рюрикович                                     |                                                                                 |
|                                           |                                    |                       |                   | Изяслав (князь киевский, XIII век)                     |                                                                                 |
| дочь, Юрия Кончаковича                    | половецкая княжна                  |                       |                   | Ярослав Всеволодович, 1-й брак с 1205 года             |                                                                                 |
| Ростислава, дочь Мстислава Удатного       | Рюриковичи (смоленские)            |                       |                   | Ярослав Всеволодович, 2-й брак в 1210/1214 — 1216 годы |                                                                                 |
| Феодосия, дочь Игоря Глебовича            | Рюриковичи (рязанские)             |                       |                   | Ярослав Всеволодович, 3-й брак ок. 1218 года           |                                                                                 |
| Мария, дочь Романа Мстиславича            | Рюриковичи (волынские)             |                       |                   | Михаил Всеволодович                                    |                                                                                 |
| неизвестная                               |                                    |                       |                   | Ростислав Мстиславич                                   |                                                                                 |
| Анна, дочь Мстислава Удатного             | Рюриковичи (смоленские)            |                       | к 1248            | Даниил Галицкий, 1-й брак к 1219 году                  |                                                                                 |
| сестра Товтивила                          | литовская княжна                   |                       |                   | Даниил Галицкий, 2-й брак к 1248 году                  |                                                                                 |
| Александра, дочь Брячислава Васильковича  | Рюриковичи (полоцкие)              |                       | 5 мая 1244        | Александр Невский, 1-брак                              |                                                                                 |
| Васса                                     |                                    |                       |                   | Александр Невский, 2-брак                              |                                                                                 |

### Жёны Ростово-Суздальских и Владимирских великих князей
| Имя                                      | Династия                                   | Рождение     | Смерть            | Муж                                                    | Примечания                                                  |
| ---------------------------------------- | ------------------------------------------ | ------------ | ----------------- | ------------------------------------------------------ | ----------------------------------------------------------- |
| Ингегерда                                | Инглинги (шведские)                        | 1001 год     | 1050 год          | Ярослав Владимирович Мудрый                            |                                                             |
| Ланка, дочь Белы I                       | Арпады                                     |              | 1095              | Ростислав Владимирович                                 | по Татищеву                                                 |
| дочь/родственница Константина Мономаха   | Македонская династия                       | ?            | 1067 год          | Всеволод Ярославич                                     |                                                             |
| Гита Уэссекская                          | дом Годвина                                | ?            | 1097 год/1107 год | Владимир Всеволодович Мономах, 1-й брак с 1074         |                                                             |
| Ефимия                                   | Половецкая                                 | ?            | 1126 год          | Владимир Всеволодович Мономах, 2-й брак                |                                                             |
| Кристина, дочь Инге I                    | Династия Стенкиля                          | ?            | ?                 | Мстислав Владимирович Великий, 1-й брак с 1095 года    |                                                             |
| дочь посадника Дмитра Завидича           | Завидичи                                   | ?            | ?                 | Мстислав Владимирович Великий, 2-й брак с 1122 года    |                                                             |
| дочь Аепы Осеневича                      | Половецкая княжна                          | ?            | ?                 | Юрий Владимирович Долгорукий, 1-й брак                 |                                                             |
| Ольга                                    | Комнины                                    | ?            | ?                 | Юрий Владимирович Долгорукий, 2-й брак                 |                                                             |
| Улита Степановна                         | Кучки                                      | ?            | ?                 | Андрей Юрьевич Боголюбский                             |                                                             |
| дочь Всеслава Васильковича               | Рюриковичи (витебские)                     |              | 1202 год          | Ярополк Ростиславич                                    |                                                             |
| Феврония                                 |                                            |              | 1202 год          | Михалко Юрьевич                                        | У Головина «Феврония Петровна, дочь Новгородца Михалковича» |
| Мария Шварновна                          | Ясские                                     | ?            | ?                 | Всеволод Юрьевич, 1-й брак                             |                                                             |
| Любава                                   | Рюриковичи (полоцкие)                      | ?            | ?                 | Всеволод Юрьевич, 2-й брак                             |                                                             |
| Агафия Всеволодовна                      | Рюриковичи (черниговские)                  | 1195 год     | 1238 год          | Юрий Всеволодович                                      |                                                             |
| дочь Мстислава Романовича Старого        | Рюриковичи (смоленские)                    | ?            | ?                 | Константин Всеволодович                                |                                                             |
| дочь Юрия Кончаковича                    | половецкая княжна                          |              |                   | Ярослав Всеволодович, 1-й брак с 1205 года             |                                                             |
| Ростислава, дочь Мстислава Удатного      | Рюриковичи (смоленские)                    |              |                   | Ярослав Всеволодович, 2-й брак в 1210/1214 — 1216 годы |                                                             |
| Феодосия, дочь Игоря Глебовича           | Рюриковичи (рязанские)                     |              |                   | Ярослав Всеволодович, 3-й брак ок. 1218 года           |                                                             |
| Евдокия Давыдовна                        | Рюриковичи (муромские)                     |              |                   | Святослав Всеволодович                                 |                                                             |
| дочь Даниила Галицкого                   | Рюриковичи (волынские)                     |              |                   | Андрей Ярославич, с 1250 года                          |                                                             |
| Александра, дочь Брячислава Васильковича | Рюриковичи (полоцкие)                      |              | 5 мая 1244        | Александр Невский, 1-й брак                            |                                                             |
| Васса                                    |                                            |              |                   | Александр Невский, 2-й брак                            |                                                             |
| Наталья                                  |                                            |              |                   | Ярослав Ярославич                                      |                                                             |
| Ксения, дочь Юрия Михайловича            |                                            |              |                   | Ярослав Ярославич, с 1266                              |                                                             |
| ?                                        |                                            |              |                   | Дмитрий Александрович                                  |                                                             |
| Василиса, дочь Дмитрия Борисовича        | Рюриковичи (ростовские)                    |              |                   | Андрей Александрович, с 1294 года                      |                                                             |
| Анна Кашинская                           | Рюриковичи (ростовские)                    | ок. 1280     | 2 окт. 1368       | Михаил Ярославич, с 1294 года                          |                                                             |
| дочь Константина Борисовича              | Рюриковичи (ростовские)                    |              |                   | Юрий Даниилович, 1-й брак с 1297 года                  |                                                             |
| Кончака                                  | Чингизиды                                  |              | 1318              | Юрий Даниилович, 2-й брак с 1317 года                  |                                                             |
| Мария                                    | Гедиминовичи                               | ?            | ?                 | Дмитрий Михайлович Грозные Очи                         |                                                             |
| Анастасия, дочь Юрия Галицкого           | Рюриковичи (волынские)                     |              | 1364/1365         | Александр Михайлович                                   | [ источник не указан 4762 дня ]                             |
| Елена                                    |                                            |              |                   | Иван Калита, 1-й брак                                  |                                                             |
| Юлиана                                   |                                            |              |                   | Иван Калита, 2-й брак                                  |                                                             |
| Айгуста (Анастасия)                      | Гедиминовичи                               | ?            | 1345 год          | Симеон Гордый, 1-й брак с 1333 года                    |                                                             |
| Евпраксия, дочь Федора Святославовича    | Рюриковичи (смоленские)                    | ?            | ?                 | Симеон Гордый, 2-й брак в 1345—1346                    |                                                             |
| Мария Александровна                      | Рюриковичи (тверские)                      | ?            | ?                 | Симеон Гордый, 3-й брак с 1347 года                    |                                                             |
| Феодосия Дмитриевна Брянская             | Рюриковичи (черниговские) или (смоленские) | ?            | 1342 год          | Иван II Красный                                        |                                                             |
| Александра Ивановна                      |                                            | ?            | 1364 год          | Иван II Красный                                        |                                                             |
| ? (спорно)                               |                                            |              |                   | Дмитрий Константинович                                 |                                                             |
| Евдокия Дмитриевна                       | Рюриковичи (суздальские)                   | 1353 год     | 1407 год          | Дмитрий Донской                                        |                                                             |
| Софья Витовтовна                         | Гедиминовичи                               | 1371 год     | 1453 год          | Василий I Дмитриевич                                   |                                                             |
| Мария Ярославна                          | Рюриковичи (серпуховские)                  | ок. 1418 год | 1484 год          | Василий II Тёмный                                      |                                                             |
| Анастасия Юрьевна                        | Рюриковичи (смоленские)                    |              |                   | Юрий Дмитриевич                                        |                                                             |
| Анастасия Владимировна                   | Рюриковичи (серпуховские)                  | ?            | ?                 | Василий Юрьевич Косой                                  |                                                             |
| Софья Дмитриевна                         | Рюриковичи (ярославские)                   | ок. 1436 год | ок. 1456 год      | Дмитрий Юрьевич Шемяка                                 |                                                             |
| Мария Борисовна                          | Рюриковичи                                 | 1442 год     | 1467 год          | Иван III, 1-й брак                                     |                                                             |
| София Палеолог                           | Палеологи                                  | ок. 1455 год | 1503 год          | Иван III, 2-й брак                                     |                                                             |
| Соломония Юрьевна                        | Сабуровы                                   | 1490 год     | 1542 год          | Василий III, 1-й брак                                  |                                                             |
| Елена Глинская                           | Глинские                                   | 1508 год     | 1538 год          | Василий III, 2-й брак                                  |                                                             |
| Анастасия Романовна                      | Романовы                                   | 1530 год     | 1560 год          | Иван IV Грозный, 1-й брак                              |                                                             |
| Мария Темрюковна                         | Кабардинские                               | 1545 год     | 1569 год          | Иван IV Грозный, 2-й брак                              |                                                             |
| Марфа Васильевна                         | Собакины                                   | ?            | 1571 год          | Иван IV Грозный, 3-й брак                              |                                                             |

### Жёны Новгородских князей
| Имя                                                         | Династия                                   | Рождение      | Смерть           | Муж                                                    | Примечания                                                  |
| ----------------------------------------------------------- | ------------------------------------------ | ------------- | ---------------- | ------------------------------------------------------ | ----------------------------------------------------------- |
| ?                                                           |                                            |               |                  | Рюрик                                                  | По Татищеву — Ефанда «кн. урманская»                        |
| Ольга                                                       |                                            |               | 11 июля 969 года | Игорь Старый                                           | регентша с 945 до 960 года                                  |
| ?                                                           |                                            |               |                  | Святослав                                              | По Татищеву — «Предслава», мать Ярополка и Олега            |
| Малуша                                                      | «Любечанка»                                |               |                  | Жена или наложница Святослава                          | Мать Владимира                                              |
| гречанка (по Татищеву — Юлия)                               |                                            |               |                  | Владимир Святославич                                   | Мать Святополка                                             |
| Рогнеда                                                     | «Рогволодовна»                             |               | ок. 1000 года    | Владимир Святославич                                   |                                                             |
| Анна Византийская                                           | Македонская династия                       | 963 год       | 1012 год         | Владимир Святославич                                   |                                                             |
| Анна?                                                       |                                            |               | ок. 1018 года    | Ярослав Владимирович Мудрый                            | по версии А. В. Назаренко, первая жена Ярослава и мать Ильи |
| Ингегерда                                                   | Инглинги (шведские)                        | 1001 год      | 1050 год         | Ярослав Владимирович Мудрый                            |                                                             |
| Эстрид Датская                                              | Кнютлинги                                  | ок. 1010      | после 1057 года  | Илья Ярославич                                         | по версии А. В. Назаренко                                   |
| имя неизвестно                                              |                                            |               |                  | Владимир Ярославич                                     |                                                             |
| Гертруда Польская                                           | Пясты                                      | 1025 год      | 1108 год         | Изяслав Ярославич                                      |                                                             |
| имя неизвестно                                              |                                            |               |                  | Мстислав Изяславич                                     |                                                             |
| ?                                                           | Пржемысловичи?                             | ?             | к 1094 году      | Святополк Изяславич, 1-й брак                          |                                                             |
| Елена, дочь Тугоркана                                       | Половецкая княжна                          | ?             | ?                | Святополк Изяславич, 2-й брак                          |                                                             |
| Кристина, дочь Инге I                                       | Династия Стенкиля                          | ?             | ?                | Мстислав Владимирович Великий, 1 брак с 1095 года      |                                                             |
| дочь посадника Дмитра Завидича                              | Завидичи                                   | ?             | ?                | Мстислав Владимирович Великий, 2 брак с 1122 года      |                                                             |
| Феодосия                                                    |                                            |               |                  | Давыд Святославич                                      |                                                             |
| дочь Николая Святоши                                        | Рюриковичи (черниговские)                  |               |                  | Всеволод Мстиславич                                    |                                                             |
| Ефимия, дочь Оттона Оломоуцкого                             | Пржемысловичи (моравские)                  |               |                  | Святополк Мстиславич                                   | (Евфимия Оломоуцкая)                                        |
| дочь Аепы Гергеевича                                        | половецкая княжна                          | ?             |                  | Святослав Ольгович, 1-брак с 1107                      |                                                             |
| дочь посадника Петрилы                                      | Микульчичи                                 |               |                  | Святослав Ольгович, 2-брак с 1136                      |                                                             |
| ?                                                           |                                            |               |                  | Ростислав Юрьевич                                      |                                                             |
| Мария, дочь Василько Полоцкого                              | Рюриковичи (полоцкие)                      |               |                  | Святослав Всеволодович                                 |                                                             |
| имя неизвестно                                              | возможно Пржемысловичи                     |               |                  | Ярослав Изяславич                                      | Его женой называют дочь Владислава II Чешского              |
| неизвестная                                                 |                                            |               |                  | Ростислав Мстиславич                                   |                                                             |
| имя неизвестно                                              |                                            |               |                  | Давыд Ростиславич                                      |                                                             |
| дочь Ростислава Мстиславича                                 | Рюриковичи (смоленские)                    |               |                  | Мстислав Ростиславич Безокий, 1 брак                   |                                                             |
| дочь Якуна Мирославича                                      | новгородский боярский род                  | ?             | ?                | Мстислав Ростиславич Безокий, 2 брак                   |                                                             |
| Предслава, дочь Рюрика Ростиславича                         | Рюриковичи (смоленские)                    |               |                  | Роман Мстиславич, 1-й брак в 1170/1180 — 1197 годы     |                                                             |
| Анна                                                        |                                            |               |                  | Роман Мстиславич, 2-й брак после 1197 года             | По одной из версий византийская принцесса                   |
| дочь Белука                                                 | половецкая княжна                          |               |                  | Рюрик Ростиславич, 1-й брак с 1162 года                |                                                             |
| Анна, дочь Юрия Туровского                                  | Рюриковичи (туровские)                     |               | 1205/1214 год    | Рюрик Ростиславич, 2-й брак с ок. 1172 года            |                                                             |
| Тамара                                                      | Багратионы                                 | 1166          | 1209 / 1213      | Юрий Андреевич                                         | Князь Новгородский в 1172—1175, брак в 1185—1188            |
| Мария Святославна                                           | Рюриковичи (черниговские)                  |               |                  | Роман Ростиславич                                      | с 1149 года                                                 |
| дочь Ярослава Осмомысла                                     | Рюриковичи (галицкие)                      |               |                  | Мстислав Ростиславич Храбрый, (1 брак)                 |                                                             |
| дочь Глеба Ростиславича                                     | Рюриковичи (рязанские)                     |               |                  | Мстислав Ростиславич Храбрый, (2)брак с 1176 года      |                                                             |
| Пребрана (Февронья, Мария, Феодулия), дочь Михалко Юрьевича | Рюриковичи (владимиро-суздальские)         |               |                  | Владимир Святославич, c 1178                           |                                                             |
| (Елена?)                                                    | осетинская княжна                          |               |                  | Ярослав Владимирович                                   |                                                             |
| дочь Толгия                                                 | половецкая княжна                          |               |                  | Мстислав Давыдович, с 1187 года                        |                                                             |
| Евдокия Давыдовна                                           | Рюриковичи (муромские)                     |               |                  | Святослав Всеволодович                                 |                                                             |
| дочь Мстислава Романовича Старого                           | Рюриковичи (смоленские)                    | ?             | ?                | Константин Всеволодович                                |                                                             |
| дочь Котяна                                                 | половецкая княжна                          | ?             | ?                | Мстислав Мстиславич Удатный                            |                                                             |
| дочь, Юрия Кончаковича                                      | половецкая княжна                          |               |                  | Ярослав Всеволодович, 1-й брак с 1205 года             |                                                             |
| Ростислава, дочь Мстислава Удатного                         | Рюриковичи (смоленские)                    |               |                  | Ярослав Всеволодович, 2-й брак в 1210/1214 — 1216 годы |                                                             |
| Феодосия, дочь Игоря Глебовича                              | Рюриковичи (рязанские)                     |               |                  | Ярослав Всеволодович, 3-й брак ок. 1218 года           |                                                             |
| Марина, дочь Владимира Рюриковича Киевского                 | Рюриковичи (смоленские)                    |               | 1238 года        | Всеволод Юрьевич Новгородский, с 1230 года             |                                                             |
| Мария, дочь Романа Мстиславича                              | Рюриковичи (волынские)                     |               |                  | Михаил Всеволодович                                    |                                                             |
| Александра, дочь Брячислава Васильковича                    | Рюриковичи (полоцкие)                      |               | 5 мая 1244       | Александр Невский, 1-брак                              |                                                             |
| Васса                                                       |                                            |               |                  | Александр Невский, 2-брак                              |                                                             |
| Анна, дочь Белы IV                                          | Арпады                                     | 1226/1227     | после 1270       | Ростислав Михайлович, с 1243 года                      |                                                             |
| дочь Даниила Галицкого                                      | Рюриковичи (волынские)                     |               |                  | Андрей Ярославич, с 1250 года                          |                                                             |
| Наталья                                                     |                                            |               |                  | Ярослав Ярославич                                      |                                                             |
| Ксения, дочь Юрия Михайловича                               |                                            |               |                  | Ярослав Ярославич, с 1266                              |                                                             |
| ?                                                           |                                            |               |                  | Дмитрий Александрович                                  |                                                             |
| Василиса, дочь Дмитрия Борисовича                           | Рюриковичи (ростовские)                    |               |                  | Андрей Александрович, с 1294 года                      |                                                             |
| Анна Кашинская                                              | Рюриковичи (ростовские)                    | ок. 1280      | 2 окт. 1368      | Михаил Ярославич, с 1294 года                          |                                                             |
| Анна                                                        |                                            |               |                  | Афанасий Данилович                                     |                                                             |
| дочь Константина Борисовича                                 | Рюриковичи (ростовские)                    |               |                  | Юрий Даниилович, 1 брак с 1297 года                    |                                                             |
| Кончака                                                     | Чингизиды                                  |               | 1318             | Юрий Даниилович, 2 брак с 1317 года                    |                                                             |
| Анастасия, дочь Юрия Галицкого                              | Рюриковичи (волынские)                     |               | 1364/1365        | Александр Михайлович                                   |                                                             |
| Елена                                                       |                                            |               |                  | Иван Калита, 1 брак                                    |                                                             |
| Юлиана                                                      |                                            |               |                  | Иван Калита, 2 брак                                    |                                                             |
| Айгуста (Анастасия)                                         | Гедиминовичи                               | ?             | 1345 год         | Симеон Гордый, 1-й брак с 1333 года                    |                                                             |
| Евпраксия, дочь Фёдора Святославовича                       | Рюриковичи (смоленские)                    | ?             | ?                | Симеон Гордый, 2-й брак в 1345—1346                    |                                                             |
| Мария Александровна                                         | Рюриковичи (тверские)                      | ?             | ?                | Симеон Гордый, 3-й брак с 1347 года                    |                                                             |
| Феодосия Дмитриевна Брянская                                | Рюриковичи (черниговские) или (смоленские) | ?             | 1342 год         | Иван II Красный                                        |                                                             |
| Александра Ивановна                                         |                                            | ?             | 1364 год         | Иван II Красный                                        |                                                             |
|                                                             |                                            |               |                  | Дмитрий Константинович                                 |                                                             |
| Евдокия Дмитриевна                                          | Рюриковичи (суздальские)                   | 1353 год      | 1407 год         | Дмитрий Донской                                        |                                                             |
| Мария Дмитриевна                                            | Рюриковичи (московские)                    |               | 1399 год         | Лугвений Ольгердович, 1 брак с 1394 года               |                                                             |
|                                                             |                                            |               |                  | Лугвений Ольгердович, 2 брак с 1406/1407 года          |                                                             |
| Софья Витовтовна                                            | Гедиминовичи                               | 1371 год      | 1453 год         | Василий I Дмитриевич                                   |                                                             |
| Мария Ярославна                                             | Рюриковичи                                 | ок. 1418 года | 1484 год         | Василий II Тёмный                                      |                                                             |
| Мария Борисовна                                             | Рюриковичи (тверские)                      | 1442 год      | 1467 год         | Иван III, 1-й брак                                     |                                                             |
| София Палеолог                                              | Палеологи                                  | ок. 1455 года | 1503 год         | Иван III, 2-й брак                                     |                                                             |

### Жёны Полоцких князей
| Имя                               | Династия                  | Рождение | Смерть      | Муж                            | Примечания                                         |
| --------------------------------- | ------------------------- | -------- | ----------- | ------------------------------ | -------------------------------------------------- |
| имя неизвестно                    |                           |          |             | Рогволод                       |                                                    |
| имя неизвестно                    |                           |          |             | Изяслав Владимирович           |                                                    |
| имя неизвестно                    |                           | ?        |             | Брячислав Изяславич            |                                                    |
| имя неизвестно                    |                           | ?        |             | Всеслав Брячиславич            |                                                    |
| имя неизвестно                    |                           | ?        |             | Мстислав Изяславич             |                                                    |
| ?                                 | Пржемысловичи?            | ?        | к 1094 году | Святополк Изяславич, 1-й брак  |                                                    |
| Елена, дочь Тугоркана             | Половецкая княжна         | ?        | ?           | Святополк Изяславич, 2-й брак  |                                                    |
| имя неизвестно                    |                           | ?        |             | Рогволод Всеславич             |                                                    |
| имя неизвестно                    |                           | ?        | ?           | Давыд Всеславич                |                                                    |
| Агнесса, дочь Конрада III         | Гогенштауфены             | ?        | 1151 год    | Изяслав Мстиславич             |                                                    |
| Ефимия, дочь Оттона Оломоуцкого   | Пржемысловичи (моравские) |          |             | Святополк Мстиславич           | (Евфимия Оломоуцкая)                               |
|                                   |                           | ?        | ?           | Василько Святославич           |                                                    |
| дочь Изяслава Мстиславича         | Рюриковичи (Мономашичи)   | ?        | ?           | Рогволод Борисович с 1143      |                                                    |
| София, дочь Ярослава Святополчича | Рюриковичи                | ?        | 1158 год    | Ростислав Глебович             |                                                    |
| дочь Романа Ростиславича          | Рюриковичи (смоленские)   |          |             | Всеслав Василькович            |                                                    |
| ?                                 |                           |          |             | Володарь Глебович              | часть исследователей называют Рихезу Польскую      |
| имя неизвестно                    |                           | ?        |             | Борис Давыдович, 1-брак        |                                                    |
| Святохна, дочь Казимира           | Померанская династия      |          |             | Борис Давыдович, 2-брак к 1217 | возможно из ветви Свантиборидов                    |
|                                   |                           |          |             | Владимир Полоцкий              |                                                    |
|                                   |                           |          |             | Святослав Мстиславич           |                                                    |
|                                   |                           |          |             | Брячислав Василькович          |                                                    |
|                                   |                           |          |             | Товтивил                       | согласно одной версии дочь Брячислава Васильковича |
|                                   |                           |          |             | Константин Безрукий            |                                                    |

### Жёны Турово-Пинских князей
| Имя                                | Династия                           | Рождение | Смерть      | Муж                           | Примечания                                                        |
| ---------------------------------- | ---------------------------------- | -------- | ----------- | ----------------------------- | ----------------------------------------------------------------- |
| дочь Болеслава I Храброго          | Пясты                              | 1001 год | 1018 год    | Святополк Владимирович        |                                                                   |
| Гертруда Польская                  | Пясты                              | 1025 год | 1108 год    | Изяслав Ярославич             |                                                                   |
|                                    |                                    |          |             | Ярополк Изяславич             | У Баумгартена Кунигунда (ок.1057 — 1140), дочь Отто фон Орламюнде |
| ?                                  | Пржемысловичи?                     | ?        | к 1094 году | Святополк Изяславич, 1-й брак |                                                                   |
| Елена, дочь Тугоркана              | Половецкая княжна                  | ?        | ?           | Святополк Изяславич, 2-й брак |                                                                   |
| имя неизвестно                     |                                    |          |             | Вячеслав Владимирович         |                                                                   |
| имя неизвестно                     | возможно Пржемысловичи             |          |             | Ярослав Изяславич             | Его женой называют дочь Владислава II Чешского                    |
| Улита Степановна                   | Кучки                              | ?        | ?           | Андрей Юрьевич Боголюбский    |                                                                   |
| Анна, дочь Всеволодка Городенского | Рюриковичи                         |          |             | Юрий Ярославич, ок. 1144      |                                                                   |
| дочь Ростислава Мстиславича        | Рюриковичи (Мономашичи смоленские) |          |             | Глеб Юрьевич                  |                                                                   |

### Жёны Черниговских князей
| Имя                                    | Династия                          | Рождение                | Смерть            | Муж                                          | Примечания                                        |
| -------------------------------------- | --------------------------------- | ----------------------- | ----------------- | -------------------------------------------- | ------------------------------------------------- |
|                                        |                                   |                         |                   | Мстислав Владимирович Храбрый                | по Войтовичу Анастасия из алан                    |
| имя неизвестно                         |                                   |                         |                   | Святослав Ярославич                          | Часть исследователей считают женой Оду Штаденскую |
| дочь/родственница Константина Мономаха | Македонская династия              | ?                       | 1067 год          | Всеволод Ярославич                           |                                                   |
| Гита Уэссекская                        | дом Годвина                       | ?                       | 1097 год/1107 год | Владимир Всеволодович Мономах, 1-брак с 1074 |                                                   |
| Ефимия                                 | Половецкая                        | ?                       | 1126 год          | Владимир Всеволодович Мономах, 2-брак        |                                                   |
| Феофания Музалон                       |                                   | ?                       |                   | Олег Святославич, 1-й брак ок. 1083 года     |                                                   |
| дочь Осолука                           | Половецкая княжна                 | ?                       | ?                 | Олег Святославич, 2-й брак                   |                                                   |
| Феодосия                               |                                   | ?                       | ?                 | Давыд Святославич                            |                                                   |
| ?                                      |                                   | ?                       | ?                 | Ярослав Святославич                          |                                                   |
| Агафья Мстиславна                      | Рюриковичи (Мономашичи)           | ?                       | 1179 год          | Всеволод Ольгович                            |                                                   |
| дочь Всеволодка Городенского           | Рюриковичи                        |                         |                   | Владимир Давыдович                           |                                                   |
| имя неизвестно                         |                                   |                         |                   | Изяслав Давыдович                            |                                                   |
| дочь Аепы Гергеевича                   | половецкая княжна                 | ?                       |                   | Святослав Ольгович, 1-брак с 1107            |                                                   |
| дочь посадника Петрилы                 | Микульчичи                        |                         |                   | Святослав Ольгович, 2-брак с 1136            |                                                   |
| Мария, дочь Василько Полоцкого         | Рюриковичи (полоцкие)             |                         |                   | Святослав Всеволодович                       |                                                   |
| Ирина/Ефросинья Борисовна              |                                   |                         |                   | Ярослав Всеволодович                         |                                                   |
| имя неизвестно                         |                                   |                         |                   | Игорь Святославич, (1-й брак?)               |                                                   |
| Ефросинья, дочь Ярослава Осмомысла     | Рюриковичи (галицкие)             |                         |                   | Игорь Святославич, (2-й?) брак ок. 1184 года |                                                   |
| дочь Андрея-Юрия Андреевича            | Рюриковичи (рязанские)            |                         |                   | Олег Святославич, ок. 1176 года              |                                                   |
| Мария-Анастасия, дочь Казимира II      | Пясты                             | 1164                    | 1194              | Всеволод Святославич Чермный                 |                                                   |
| дочь Белука                            | половецкая княжна                 |                         |                   | Рюрик Ростиславич,1-й брак с 1162 года       |                                                   |
| Анна, дочь Юрия Туровского             | Рюриковичи (туровские)            |                         | 1205/1214 год     | Рюрик Ростиславич,2-й брак с ок. 1172 года   |                                                   |
| Анастасия, дочь Рюрика Ростиславича    |                                   | Рюриковичи (смоленские) |                   | Глеб Святославич                             |                                                   |
|                                        | ясская княжна                     |                         |                   | Мстислав Святославич                         |                                                   |
| Мария, дочь Романа Мстиславича         | Рюриковичи (волынские)            |                         |                   | Михаил Всеволодович                          |                                                   |
| неизвестная                            |                                   |                         |                   | Олег Курский                                 |                                                   |
| неизвестная                            |                                   |                         |                   | Мстислав Глебович                            |                                                   |
| Анна, дочь Белы IV                     | Арпад                             |                         |                   | Ростислав Михайлович                         |                                                   |
| Ольга, дочь Василько Романовича        | Рюриковичи (Мономашичи волынские) |                         |                   | Андрей Всеволодович (черниговский князь)     |                                                   |
| Анна                                   |                                   |                         |                   | Роман Михайлович Старый                      |                                                   |

### Жёны Муромских князей
| Имя                            | Династия | Рождение | Смерть | Муж                                         | Примечания |
| ------------------------------ | -------- | -------- | ------ | ------------------------------------------- | ---------- |
| ?                              |          | ?        | ?      | Ярослав Святославич                         |            |
| дочь Болеслава III Кривоустого | Пясты    | ?        | ?      | Всеволод Давыдович (князь муромский) с 1124 |            |
| ?                              |          | ?        | ?      | Святослав Ярославич                         |            |
|                                |          | ?        | ?      | Ростислав Ярославич                         |            |
| имя неизвестно                 |          |          |        | Владимир Святославич                        |            |
| имя неизвестно                 |          | ?        |        | Юрий Владимирович                           |            |
|                                |          |          |        | Владимир Юрьевич                            |            |
|                                |          | ?        |        | Давыд Юрьевич                               |            |
|                                |          | ?        | ?      | Юрий Давыдович                              |            |
|                                |          |          |        | Ярослав Юрьевич                             |            |
| имя неизвестно                 |          |          |        | Василий Ярославич                           |            |
| имя неизвестно                 |          |          |        | Глеб Васильевич                             |            |
|                                |          |          |        | Фёдор Глебович                              |            |

### Жёны Рязанских князей
| Имя                                  | Династия                  | Рождение | Смерть   | Муж                                                    | Примечания                                         |
| ------------------------------------ | ------------------------- | -------- | -------- | ------------------------------------------------------ | -------------------------------------------------- |
| ?                                    |                           | ?        | ?        | Святослав Ярославич                                    |                                                    |
|                                      |                           | ?        | ?        | Ростислав Ярославич                                    |                                                    |
| Евфросинья, дочь Ростислава Юрьевича | Рюриковичи (Юрьевичи)     |          | 1179 год | Глеб Ростиславич                                       |                                                    |
|                                      |                           |          |          | Давыд Святославич                                      |                                                    |
| имя неизвестно                       |                           |          |          | Владимир Святославич                                   |                                                    |
| дочь Святослава Всеволодовича        | Рюриковичи (черниговские) |          |          | Роман Глебович                                         |                                                    |
| дочь, Юрия Кончаковича               | половецкая княжна         |          |          | Ярослав Всеволодович, 1-й брак с 1205 года             |                                                    |
| Ростислава, дочь Мстислава Удатного  | Рюриковичи (смоленские)   |          |          | Ярослав Всеволодович, 2-й брак в 1210/1214 — 1216 годы |                                                    |
| Феодосия, дочь Игоря Глебовича       | Рюриковичи (рязанские)    |          |          | Ярослав Всеволодович, 3-й брак ок. 1218 года           |                                                    |
| дочь Давыда Ростиславича             | Рюриковичи (смоленского)  |          |          | Глеб Владимирович                                      |                                                    |
|                                      |                           | ?        | ?        | Ингварь Игоревич                                       |                                                    |
|                                      |                           | ?        | ?        | Юрий Ингваревич                                        |                                                    |
|                                      |                           |          |          | Олег Ингваревич Красный                                |                                                    |
| Анастасия                            |                           |          |          | Роман Ольгович                                         |                                                    |
| имя неизвестно                       |                           |          |          | Фёдор Романович                                        |                                                    |
| ?                                    |                           |          |          | Ярослав Романович                                      | у Баумгартена Феодора, дочь Даниила Александровича |
| имя неизвестно                       |                           |          |          | Константин Романович                                   |                                                    |
|                                      |                           |          |          | Иван Ярославич                                         |                                                    |
|                                      |                           |          |          | Иван Иванович Коротопол                                |                                                    |
|                                      |                           |          |          | Ярослав Александрович                                  |                                                    |
|                                      |                           |          |          | Иван Александрович                                     |                                                    |
| Ефросинья                            |                           |          |          | Олег Иванович                                          |                                                    |
| дочь Олега Ивановича                 | Рюриковичи (рязанские)    |          |          | Владимир Дмитриевич                                    |                                                    |
| Софья, дочь Дмитрия Донского         | Рюриковичи (московские)   |          |          | Фёдор Ольгович                                         |                                                    |
|                                      |                           |          |          | Иван Владимирович (князь пронский)                     |                                                    |
| Анна                                 |                           |          | 1456 год | Иван Фёдорович                                         |                                                    |
| Анна Васильевна                      | Рюриковичи (московские)   | 1451 год | 1501 год | Василий Иванович                                       |                                                    |
| Аграфена Васильевна                  | князья Бабичевы           |          |          | Иван Васильевич                                        |                                                    |

### Жёны Переяславских князей
| Имя                                    | Династия                            | Рождение | Смерть            | Муж                                                    | Примечания |
| -------------------------------------- | ----------------------------------- | -------- | ----------------- | ------------------------------------------------------ | ---------- |
| дочь/родственница Константина Мономаха | Македонская династия                | ?        | 1067 год          | Всеволод Ярославич                                     |            |
| Гита Уэссекская                        | дом Годвина                         | ?        | 1097 год/1107 год | Владимир Всеволодович Мономах, 1-брак с 1074           |            |
| Ефимия                                 | Половецкая                          | ?        | 1126 год          | Владимир Всеволодович Мономах, 2-брак                  |            |
| Елена                                  | Аланская княжна                     | ?        | ?                 | Ярополк Владимирович                                   |            |
| дочь Николая Святоши                   | Рюриковичи (черниговские)           |          |                   | Всеволод Мстиславич                                    |            |
| дочь Аепы Осеневича                    | Половецкая княжна                   | ?        | ?                 | Юрий Владимирович Долгорукий, 1 брак                   |            |
| Ольга                                  | Комнины                             | ?        | ?                 | Юрий Владимирович Долгорукий, 2 брак                   |            |
| Агнесса, дочь Конрада III              | Гогенштауфены                       | ?        | 1151 год          | Изяслав Мстиславич                                     |            |
| имя неизвестно                         |                                     |          |                   | Вячеслав Владимирович                                  |            |
| дочь Тугоркана                         | половецкая княжна                   |          |                   | Андрей Владимирович Добрый брак с 1117 года            |            |
| Агнесса, дочь Болеслава Кривоустого    | Пясты                               | 1137 год | 1181 год          | Мстислав Изяславич                                     |            |
| ?                                      |                                     |          |                   | Ростислав Юрьевич                                      |            |
| дочь Изяслава Давыдовича Черниговского | Рюриковичи (черниговские)           |          |                   | Глеб Юрьевич                                           |            |
| дочь Ярослава Всеволодовича            | Рюриковичи (Ольговичи черниговские) |          |                   | Владимир Глебович, брак с 1179 года                    |            |
| дочь, Юрия Кончаковича                 | половецкая княжна                   |          |                   | Ярослав Всеволодович, 1-й брак с 1205 года             |            |
| Ростислава, дочь Мстислава Удатного    | Рюриковичи (смоленские)             |          |                   | Ярослав Всеволодович, 2-й брак в 1210/1214 — 1216 годы |            |
| Феодосия, дочь Игоря Глебовича         | Рюриковичи (рязанские)              |          |                   | Ярослав Всеволодович, 3-й брак ок. 1218 года           |            |
| Мария, дочь Романа Мстиславича         | Рюриковичи (волынские)              |          |                   | Михаил Всеволодович                                    |            |
|                                        |                                     |          |                   | Владимир Рюрикович                                     |            |
| Ефимия                                 | Рюриковичи (черниговские)           |          |                   | Глеб Святославич                                       |            |
| Марина, дочь курского князя Олега      | Рюриковичи (черниговские)           |          |                   | Всеволод Константинович                                |            |
| Евдокия Давыдовна                      | Рюриковичи (муромские)              |          |                   | Святослав Всеволодович                                 |            |

### Жёны Галицко-Волынских князей

#### Жёны Галицких князей
| Имя                                                | Династия                           | Рождение  | Смерть        | Муж                                                | Примечания |
| -------------------------------------------------- | ---------------------------------- | --------- | ------------- | -------------------------------------------------- | --- |
| ?                                                  |                                    |           |               | Володарь Ростиславич                               | У М.Баумгартена Анна Померанская                                                                                   |
| ?                                                  |                                    |           |               | Василько Ростиславич                               | |
| дочь Коломана I                                    | Арпады                             |           |               | Владимир Володаревич                               | |
| Ольга, дочь Юрия Долгорукого                       | Рюриковичи (Мономашичи)            |           |               | Ярослав Осмомысл                                   | жена |
| наложница/любовница Анастасия                      |                                    |           | ок. 1172      | Ярослав Осмомысл                                   | Мать Олега Ярославича                                                                                              |
| Предслава, дочь Рюрика Ростиславича                | Рюриковичи (смоленские)            |           |               | Роман Мстиславич, 1-й брак в 1170/1180 — 1197 годы | |
| Анна                                               |                                    |           |               | Роман Мстиславич,2-й брак после 1197 года          | По одной из версий византийская принцесса                                                                          |
| Болеслава, дочь Святослава Всеволодовича Киевского | Рюриковичи (черниговские)          |           |               | Владимир Ярославич, 1-й брак 1167 года             | |
| «вдова попа»                                       |                                    |           |               | Владимир Ярославич, 2-й брак                       | |
| Свобода Кончаковна                                 | половецкая княжна                  |           | ок. 1000 года | Владимир Игоревич                                  | |
| Верхуслава, дочь Всеволода Большое Гнездо          | Рюриковичи (владимиро-суздальские) |           |               | Ростислав Рюрикович                                | |
| Анна, дочь Мстислава Удатного                      | Рюриковичи (смоленские)            |           | к 1248        | Даниил Галицкий, 1-й брак к 1219 году              | |
| сестра Товтивила                                   | литовская княжна                   |           |               | Даниил Галицкий, 2-й брак к 1248 году              | |
| ?                                                  |                                    |           |               | Мстислав Ярославич Немой                           | |
| Саломея, дочь Лешека Белого                        | Пясты                              | 1211/1212 | 1268 год      | Коломан                                            | Саломея Краковская                                                                                                 |
| дочь Котяна                                        | половецкая княжна                  | ?         | ?             | Мстислав Мстиславич Удатный                        | |
| Елена, дочь Мстислава Удатного                     | Рюриковичи (смоленские)            |           |               | Андраш с 1221                                      | |
| Мария, дочь Романа Мстиславича                     | Рюриковичи (волынские)             |           |               | Михаил Всеволодович                                | |
| Анна, дочь Белы IV                                 | Арпады                             |           |               | Ростислав Михайлович                               | |
| Констанция, дочь Белы IV                           | Арпады                             |           |               | Лев Данилович с 1251/1252                          | |
| дочь Миндовга                                      | литовская княжна                   |           |               | Шварн с 1255                                       | |
| дочь Ярослава Ярославича                           | Рюриковичи (тверские)              |           |               | Юрий I Львович, 1 брак                             | |
| Ефимия, дочь Казимира I Куявского                  | Пясты                              | ?         | 1308 год      | Юрий I Львович, 2 брак                             | Евфимия Куявская                                                                                                   |
| имя неизвестно                                     |                                    | ?         |               | Андрей Юрьевич                                     | |
| спорно                                             |                                    | ?         | ?             | Лев Юрьевич                                        | Войтович предполагает, что Яна сестра Генриха II глоговского, другие авторы дочь Романа Глебовича, кн. Смоленского |
| Евфремия, дочь Гедимина                            | Гедиминовичи                       | ?         | 1342 год      | Юрий II Болеслав                                   | |
| спорно                                             |                                    | ?         |               | Любарт Гедиминович, 1-брак                         | У Богуславского Анна-Буче, дочь Андрея Галицкого, другие называют Ефимию, дочь Владимира Мстиславича Волынского    |
| Ольга, дочь Константина Ростовского                |                                    | ?         |               | Любарт Гедиминович, 2-брак с 1350                  | |

#### Жёны Волынских князей
| Имя                                 | Династия                                      | Рождение | Смерть   | Муж                                                | Примечания |
| ----------------------------------- | --------------------------------------------- | -------- | -------- | -------------------------------------------------- | --- |
| имя неизвестно                      |                                               |          |          | Святослав Ярославич                                | Часть исследователей считают женой Оду Штаденскую |
|                                     |                                               |          |          | Игорь Ярославич                                    | У Рыжова Кунигунда (ок.1057 — 1140), дочь Отто фон Орламюнде                                                                                          |
| Ланка, дочь Белы I                  | Арпады                                        |          | 1095     | Ростислав Владимирович                             | по Татищеву |
|                                     |                                               |          |          | Ярополк Изяславич                                  | У Баумгартена Кунигунда (ок.1057 — 1140), дочь Отто фон Орламюнде                                                                                     |
| Феофания Музалон                    |                                               | ?        |          | Олег Святославич, 1-й брак ок. 1083 года           | |
| дочь Осолука                        | Половецкая княжна                             | ?        | ?        | Олег Святославич, 2-й брак                         | |
|                                     |                                               |          |          | Давыд Игоревич                                     | |
| дочь Мстислава Великого             | Рюриковичи (Мономашичи)                       |          |          | Ярослав Святополчич жена в 1112 — 1117/1118        | Часть исследователей называют её третьей женой. И называют первой женой дочь Ласло I Арпада, а второй дочь Владислава I Германа Пяста                 |
| дочь Володаря Ростиславича          | Рюриковичи                                    |          |          | Роман Владимирович                                 | |
| дочь Тугоркана                      | половецкая княжна                             |          |          | Андрей Владимирович Добрый брак с 1117 года        | |
| Агнесса, дочь Конрада III           | Гогенштауфены                                 | ?        | 1151 год | Изяслав Мстиславич                                 | |
| Мария Святославна                   | Рюриковичи (черниговские)                     |          |          | Роман Ростиславич                                  | с 1149 года |
|                                     |                                               |          |          | Владимир Андреевич                                 | У Войтовича зять Святослава Ольговича Черниговского                                                                                                   |
| Ефимия, дочь Оттона Оломоуцкого     | Пржемысловичи (моравские)                     |          |          | Святополк Мстиславич                               | (Евфимия Оломоуцкая) |
| дочь Белуша, бана Хорватии          | Вукановичи                                    |          |          | Владимир Мстиславич                                | |
| Агнесса, дочь Болеслава Кривоустого | Пясты                                         | 1137 год | 1181 год | Мстислав Изяславич                                 | |
| Предслава, дочь Рюрика Ростиславича | Рюриковичи (смоленские)                       |          |          | Роман Мстиславич, 1-й брак в 1170/1180 — 1197 годы | |
| Анна                                |                                               |          |          | Роман Мстиславич,2-й брак после 1197 года          | По одной из версий византийская принцесса |
| ?                                   |                                               |          |          | Всеволод Мстиславич                                | |
| Анна, дочь Мстислава Удатного       | Рюриковичи (смоленские)                       |          | к 1248   | Даниил Галицкий, 1-й брак к 1219 году              | |
| сестра Товтивила                    | литовская княжна                              |          |          | Даниил Галицкий, 2-й брак к 1248 году              | |
| дочь Рюрика Ростиславича            | Рюриковичи (Мономашичи смоленские)            |          |          | Святослав Игоревич брак с 1187 года                | |
| дочь Владимира Рюриковича           | Рюриковичи (Мономашичи смоленские)            |          |          | Александр Всеволодович                             | |
| имя неизвестно                      |                                               |          |          | Ингварь Ярославич                                  | |
| Добрава Юрьевна                     | Рюриковичи (Мономашичи владимиро-суздальские) | ок. 1215 | 1265     | Василько Романович                                 | Часть исследователей считают, что Добрава умерла в 1247 году и был второй брак с Еленой Польской, дочерью либо Лешека Белого либо Конрада Мазовецкого |
| Ольга, дочь Романа Старого          | Рюриковичи (черниговские)                     |          |          | Владимир-Иван Василькович                          | |
| дочь Тегака                         | половецкая княжна                             |          |          | Мстислав Данилович, брак к 1253                    | |

### Жёны Смоленских князей
| Имя                            | Династия                  | Рождение              | Смерть            | Муж                                                | Примечания                                                             |
| ------------------------------ | ------------------------- | --------------------- | ----------------- | -------------------------------------------------- | ---------------------------------------------------------------------- |
|                                |                           |                       |                   | Вячеслав Ярославич                                 | У Карамзина Ода Штаденская                                             |
|                                |                           |                       |                   | Игорь Ярославич                                    | У Рыжова, Головина Кунигунда (ок.1057 — 1140), дочь Отто фон Орламюнде |
| Гита Уэссекская                | дом Годвина               | ?                     | 1097 год/1107 год | Владимир Всеволодович Мономах, 1-брак с 1074       |                                                                        |
| Ефимия                         | Половецкая                | ?                     | 1126 год          | Владимир Всеволодович Мономах, 2-брак              |                                                                        |
| Феодосия                       |                           | ?                     | ?                 | Давыд Святославич                                  |                                                                        |
| Кристина, дочь Инге I          | Династия Стенкиля         | ?                     | ?                 | Мстислав Владимирович Великий, 1 брак с 1095 года  |                                                                        |
| дочь посадника Дмитра Завидича | Завидичи                  | ?                     | ?                 | Мстислав Владимирович Великий, 2 брак с 1122 года  |                                                                        |
| имя неизвестно                 |                           |                       |                   | Вячеслав Владимирович                              |                                                                        |
| имя неизвестно                 |                           |                       |                   | Ростислав Мстиславич                               |                                                                        |
| Мария Святославна              | Рюриковичи (черниговские) |                       |                   | Роман Ростиславич                                  | с 1149 года                                                            |
| имя неизвестно                 |                           |                       |                   | Ярополк Романович                                  |                                                                        |
| дочь Ярослава Осмомысла        | Рюриковичи (галицкие)     |                       |                   | Мстислав Ростиславич Храбрый, 1-й брак             |                                                                        |
| дочь Глеба Ростиславича        | Рюриковичи (рязанские)    |                       |                   | Мстислав Ростиславич Храбрый, 2-й брак с 1176 года |                                                                        |
| ?                              |                           |                       |                   | Давыд Ростиславич                                  |                                                                        |
| дочь Василько Брячиславича     |                           | Рюриковичи (полоцкие) |                   | Мстислав Романович Старый                          |                                                                        |
| ?                              |                           |                       |                   | Владимир Рюрикович                                 |                                                                        |
| ?                              |                           |                       |                   | Мстислав Давыдович                                 |                                                                        |
|                                |                           |                       |                   | Ростислав Мстиславич (сын Мстислава Давыдовича)    |                                                                        |
|                                |                           |                       |                   | Глеб Ростиславич                                   |                                                                        |
|                                |                           |                       |                   | Михаил Ростиславич                                 |                                                                        |
| Мария Васильевна               | Рюриковичи (ярославские)  |                       |                   | Фёдор Ростиславич Чёрный, 1 брак                   |                                                                        |
| Анна, дочь Менгу-Тимура        | Чингизиды                 |                       |                   | Фёдор Ростиславич Чёрный, 2 брак                   |                                                                        |
|                                |                           |                       |                   | Александр Глебович                                 |                                                                        |
|                                |                           |                       |                   | Иван Александрович (князь смоленский)              |                                                                        |
|                                |                           |                       |                   | Святослав Иванович                                 |                                                                        |
| дочь Олега Ивановича           | Рюриковичи (рязанские)    |                       |                   | Юрий Святославич                                   |                                                                        |
|                                |                           |                       |                   | Глеб Святославич                                   |                                                                        |
|                                |                           |                       |                   | Роман Михайлович                                   |                                                                        |